# Landtagswahl in Niederösterreich 1964
- SPÖ: 25
- ÖVP: 31

Die Landtagswahl in Niederösterreich 1964 fand am 25. Oktober, gemeinsam mit der Landtagswahl in Wien, statt. Die Wahl brachte nur geringfügige prozentuale Verschiebungen, die Mandatsverteilung blieb gleich. Die ÖVP erreichte mit 31 der 56 Mandate die absolute Mehrheit im Landtag.

## Antretende Parteien
Zur Wahl traten in Niederösterreich fünf Parteien an:
- Österreichische Volkspartei (ÖVP)
- Sozialistische Partei Österreichs (SPÖ)
- Freiheitliche Partei Österreichs (FPÖ)
- Kommunistische Partei Österreichs (KPÖ)
- Parteifreie Bewegung Österreichs (PBÖ)

## Amtliches Endergebnis
|                    | Ergebnisse 1964 | Ergebnisse 1964 | Ergebnisse 1964 | Ergebnisse 1959  | Ergebnisse 1959  | Ergebnisse 1959  | Differenzen | Differenzen | Differenzen |
| ------------------ | --------------- | --------------- | --------------- | ---------------- | ---------------- | ---------------- | ----------- | ----------- | ----------- |
| Stimmen            | %               | Mand.           | Stimmen         | %                | Mand.            | Stimmen          | %           | Mand.       |             |
| Wahlberechtigte    | 934.414         |                 |                 | 929.059          |                  |                  | + 5.355     |             |             |
| Abgegebene Stimmen | 864.402         | 92,51 %         |                 | 886.422          | 95,41 %          |                  | - 22.020    | - 2,90 %    |             |
| ungültige Stimmen  | 11.195          | 1,20 %          |                 | 24.057           | 2.59 %           |                  | - 12.862    | - 1,39 %    |             |
| gültige Stimmen    | 853207          | 91,31 %         |                 | 862.365          | 92.82 %          |                  | - 9.158     | - 1,51 %    |             |
| Partei             |                 |                 |                 |                  |                  |                  |             |             |             |
| ÖVP                | 440.834         | 51,67 %         | 31              | 438.625          | 50,86 %          | 31               | + 2.209     | + 0,81 %    | ± 0         |
| SPÖ                | 365.187         | 42,80 %         | 25              | 364.589          | 42,28 %          | 25               | + 598       | + 0,52 %    | ± 0         |
| FPÖ                | 25.536          | 2,99 %          | 0               | 34.059           | 3,95 %           | 0                | - 8.523     | - 0,96 %    | ± 0         |
| KPÖ                | 20.789          | 2,44 %          | 0               | 25.092           | 2,91 %           | 0                | - 4.303     | - 0,47 %    | ± 0         |
| PBÖ                | 861             | 0,10 %          | 0               | nicht kandidiert | nicht kandidiert | nicht kandidiert | +861        | + 0,10 %    | ± 0         |
| Gesamt             | 853.207         | 100 %           | 56              |                  |                  |                  |             |             |             |